# Париж! Париж!
«Париж! Париж!» (фр. Faubourg 36) — музыкальный драматический фильм 2008 года, французского режиссёра Кристофа Барратье.

## Сюжет
Париж, 1936 год. Трое безработных актёров хотят вернуть себе концертный зал «Шансония», где они когда-то выступали, и который сейчас закрыт. Но публике уже не нравятся их заезженные номера и шутки. И тогда они решаются на отчаянный шаг — дать спеть красавице Милашке её любимую песню «Париж! Париж!»…

## В ролях
- Жерар Жюньо — Пиголь
- Кловис Корньяк — Милу
- Пьер Ришар — господин Приёмник, композитор
- Кад Мерад — Жаки-Жакэ
- Нора Арнезедер — Дуз

## Награды и номинации
Премия «Сезар» 2009:
- Лучшая музыка к фильму — Райнхардт Вагнер (номинация)
- Лучшая работа оператора — Том Стерн (номинация)
- Лучшие декорации — Жан Рабасс (номинация)
- Лучшие костюмы — Карин Сарфати (номинация)
- Лучший звук — Даниэль Собрино, Роман Димни, Венсан Гужон (номинация)

Премия «Люмьер» 2009:
- Самая многообещающая актриса — Нора Арнезедер (награда)

Премия «Оскар» 2010:
- Лучшая песня к фильму — Loin de Paname — музыка: Райнхард Вагнер, слова: Франк Тома (номинация)